# Bangana xanthogenys
Bangana xanthogenys är en fiskart som först beskrevs av Pellegrin och Chevey, 1936.  Bangana xanthogenys ingår i släktet Bangana och familjen karpfiskar. IUCN kategoriserar arten globalt som otillräckligt studerad. Inga underarter finns listade.